# Aristolochia apoloensis
Aristolochia apoloensis là một loài thực vật có hoa trong họ Aristolochiaceae. Loài này được Rusby mô tả khoa học đầu tiên năm 1910.